# Batorowo (gromada)
Batorowo – dawna gromada, czyli najmniejsza jednostka podziału terytorialnego Polskiej Rzeczypospolitej Ludowej w latach 1954–1972.
Gromady, z gromadzkimi radami narodowymi (GRN) jako organami władzy najniższego stopnia na wsi, funkcjonowały od reformy reorganizującej administrację wiejską przeprowadzonej jesienią 1954 do momentu ich zniesienia z dniem 1 stycznia 1973, tym samym wypierając organizację gminną w latach 1954–1972.
Gromadę Batorowo z siedzibą GRN w Batorowie utworzono – jako jedną z 8759 gromad na obszarze Polski – w powiecie złotowskim w woj. koszalińskim na mocy uchwały nr 43/54 WRN w Koszalinie z dnia 5 października 1954. W skład jednostki weszły obszary dotychczasowych gromad Batorowo, Buka i Drozdowo oraz część gruntów dotychczasowej gromady Stare Gronowo (tj. łąki i RZS Białobłocie) ze zniesionej gminy Stare Gronowo, a także obszary dotychczasowych gromad Białobłocie i Batorówko ze zniesionej gminy Lipka, w tymże powiecie. Dla gromady ustalono 9 członków gromadzkiej rady narodowej.
31 grudnia 1961 z gromady Batorowo wyłączono wieś Batorówko, włączając ją do gromady Lipka w tymże powiecie, po czym gromadę Batorowo zniesiono, a jej (pozostały) obszar włączono do gromady Stare Gronowo tamże.